# Meriem Nada Benmiloud
Meriem Nada Benmiloud, née le 26 septembre 1997, est une haltérophile algérienne.

## Carrière
Meriem Nada Benmiloud est médaillée de bronze à l'arraché, à l'épaulé-jeté et au total olympique aux Championnats d'Afrique 2019 dans la catégorie des moins de 59 kg. Elle reproduit la même performance dans la catégorie des moins de 55 kg aux Jeux africains de 2019.